# 上本部村
上本部村（かみもとぶそん）は1947年 - 1971年に琉球政府（現在の沖縄県）国頭郡にあった村である。
沖縄本島北部の本部半島北西部に位置しており、現在の本部町北部にあたる。村役所は謝花に置かれた。

## 沿革
沖縄戦で当時の本部町は戦場となり、壊滅的な被害を受けた。そのため復興をいち早く進めるため1947年8月1日に本部町から謝花・山川・備瀬・具志堅などの北部9つの字を分離し、上本部村が誕生した。
その後上水道やダイヤル式自動電話の開通の整備が進んだが、過疎化による人口減少で独自に村の運営が難しくなったため復帰直前の1971年11月1日に全域が本部町に再編入され、消滅した。村役所は本部町の支所となり、その後町の水道庁舎（水道課→公営企業課）となった。
再編入後の1975年には沖縄国際海洋博覧会が旧村内の山川・石川・備瀬にまたがる一帯で開催され、県内・国内・海外から多くの観光客が訪れ、今後の町の発展の大きな起爆剤となった。閉幕後は海洋博記念公園として沖縄有数の観光地となっている。当初はアクアポリスや遊園地である沖縄エキスポランドが中心だったが、年々観客が減少し、2000年にはアクアポリス、2002年にはエキスポランドが相次いで閉館した。しかし同年に沖縄美ら海水族館が開館したことで水族館の観客を中心に増加している。

## 地域
- 石川（いしかわ）
- 嘉津宇（かつう）
- 北里（きたざと）
- 具志堅（ぐしけん）
- 新里（しんざと）
- 謝花（じゃはな）
- 豊原（とよはら）
- 備瀬（びせ）
- 山川（やまかわ）

## 隣接していた自治体
- 本部町
- 今帰仁村

## 交通

### 道路
- 国道505号（本部循環線）
- 沖縄県道114号線

### 路線バス
地域間運行はいずれも名護バスターミナル発着の琉球バス交通・沖縄バスの共同運行である。
- 65番＆66番・本部半島線（浦崎〜具志堅の区間は海洋博公園を通る県道114号経由と謝花を通る国道505号経由がある。）
- 70番・備瀬線（浦崎から海洋博公園・県道114号を通った後、具志堅で謝花・国道505号を通り浦崎に戻る）

海洋博公園（美ら海水族館）目的のバスは那覇空港から沖縄自動車道・国道449号経由で乗り換えなしで運行されている。
- 117番・高速バス（美ら海直行）（琉球バス交通・沖縄バス・那覇バスの共同運行）　ホテルオリオンモトブリゾート＆スパが終点
- 888番・やんばる急行バス　海洋博公園経由で県道114号を通って今帰仁村方面へ向かう

ほかにも観光客向けのリムジンバスなども海洋博公園へ運行されている（いずれも那覇空港から沖縄自動車道・国道449号経由）。かつては那覇バスターミナルから海洋博公園への急行バスが運行されていた。

## 学校
- 八洲学園大学国際高等学校
- 本部町立上本部中学校
- 本部町立上本部小学校

## 主要施設・観光地
ほぼ全域が沖縄海岸国定公園（復帰前は政府立公園）に指定されている
- 国営沖縄記念公園海洋博覧会地区（海洋博公園）
  - 沖縄美ら海水族館
  - 熱帯ドリームセンター
  - 海洋文化館（海洋博覧会時代のパビリオン）
  - オキちゃん劇場（イルカショー）
  - 熱帯・亜熱帯都市緑化植物園